# Вилхелм фон Рандек
Вилхелм фон Рандек (на немски: Wilhelm von Randeck; † сл. 1227) от швабския благороднически род фон Рандек, е господар на замък Рандек в Рейнланд-Пфалц.

## Произход и наследство
Той е вторият син на Хайнрих I фон Рандек († 1219/1224) и съпругата му Лутрада († сл. 1207). Брат е на Готфрид I фон Рандек († сл. 1260), Гоцо фон Рандек († сл. 1260), Емерхо I фон Рандек († сл. 1250) и на Беатрикс фон Рандек, омъжена за Герхард I Кемерер фон Вормс (* пр. 1220; † сл. 1248).
Фамилията фон Рандек измира по мъжка линия с Адам фон Рандек през 1537 г. Наследена е от роднините ѝ Льовенщайн наречени Рандек (измряла 1664) и фон Фльорсхайм, в която се е омъжила последната дъщеря наследничка.

## Фамилия
Вилхелм фон Рандек се жени за Юта († сл. 1269) и има с нея пет деца:
- Хайнрих фон Рандек († сл. 1260), неженен и бездетен
- Юта фон Рандек (* пр. 1260; † сл. 1269), омъжена за Йохан фон Лихтенщайн († сл. 1269)
- Беатрикс фон Рандек (* пр. 1260; † сл. 1269), омъжена за Конрадус диктус фигулус де Дибург (* пр. 1253; † сл. 1276)
- Гутта фон Рандек (* пр. 1260; † сл. 1269), омъжена за Ингебранд († пр. 1269)
- ? Лутрадис фон Рандек († сл. 1284), омъжена за Емерхо III фон Левенщайн (* пр. 1248; † сл. 1294)